# Karin Lindberg
Karin Elisabet Lindberg (Kalix, 6 ottobre 1929 – Örebro, 2 dicembre 2020) è stata una ginnasta svedese.
Vinse un oro alle Olimpiadi e uno ai mondiali, entrambi nel concorso a squadre.

## Palmarès

### Olimpiadi
- Oro a Helsinki 1952 negli attrezzi a squadre.
- Argento a Melbourne 1956 negli attrezzi a squadre.

### Mondiali
- Oro a Basilea 1950 nel concorso a squadre.